# Gran Sinagoga de Jerusalem
La Gran Sinagoga de Jerusalem —בית הכנסת הגדול בירושלים en hebreu— es troba en el número 56 del carrer King George, a la ciutat santa de Jerusalem, al país d'Israel. El president de la sinagoga és el rabí David Fuld. L'edifici fou completat l'any 1982.